# Tulusjärvi
Tulusjärvi är en sjö i Kiruna kommun i Lappland och ingår i Torneälvens huvudavrinningsområde. Sjön har en area på 1,09 kvadratkilometer och ligger 363,9 meter över havet. Sjön avvattnas av vattendraget Tulusjoki.

## Delavrinningsområde
Tulusjärvi ingår i det delavrinningsområde (757329-174894) som SMHI kallar för Utloppet av Tulusjärvi. Medelhöjden är 416 meter över havet och ytan är 26,76 kvadratkilometer. Det finns inga avrinningsområden uppströms utan avrinningsområdet är högsta punkten. Tulusjoki som avvattnar avrinningsområdet har biflödesordning 3, vilket innebär att vattnet flödar genom totalt 3 vattendrag innan det når havet efter 379 kilometer. Avrinningsområdet består mestadels av skog (52 procent) och sankmarker (39 procent). Avrinningsområdet har 1,36 kvadratkilometer vattenytor vilket ger det en sjöprocent på 5,1 procent.